# Sociedade Sportiva Sete de Setembro
A Sociedade Sportiva Sete de Setembro é um clube brasileiro de futebol, da cidade de Maceió, capital do estado de Alagoas.

## História
Foi fundado no dia 7 de setembro de 1945, fato que deu nome à equipe.[carece de fontes?]
É um clube tradicional do bairro do Tabuleiro dos Martins, em Maceió, com pouca expressão dentro do Estado e amparado por seu patrono e entusiasta João Luiz Batista. Foi fundado por Manuel Antonino Martins.[carece de fontes?]

## Títulos
| Estaduais | Estaduais                             | Estaduais | Estaduais   |
|           | Competição                            | Títulos   | Temporadas  |
| --------- | ------------------------------------- | --------- | ----------- |
|           | Campeonato Alagoano - Segunda Divisão | 2         | 1994 e 2015 |